# Castelo Ogmore

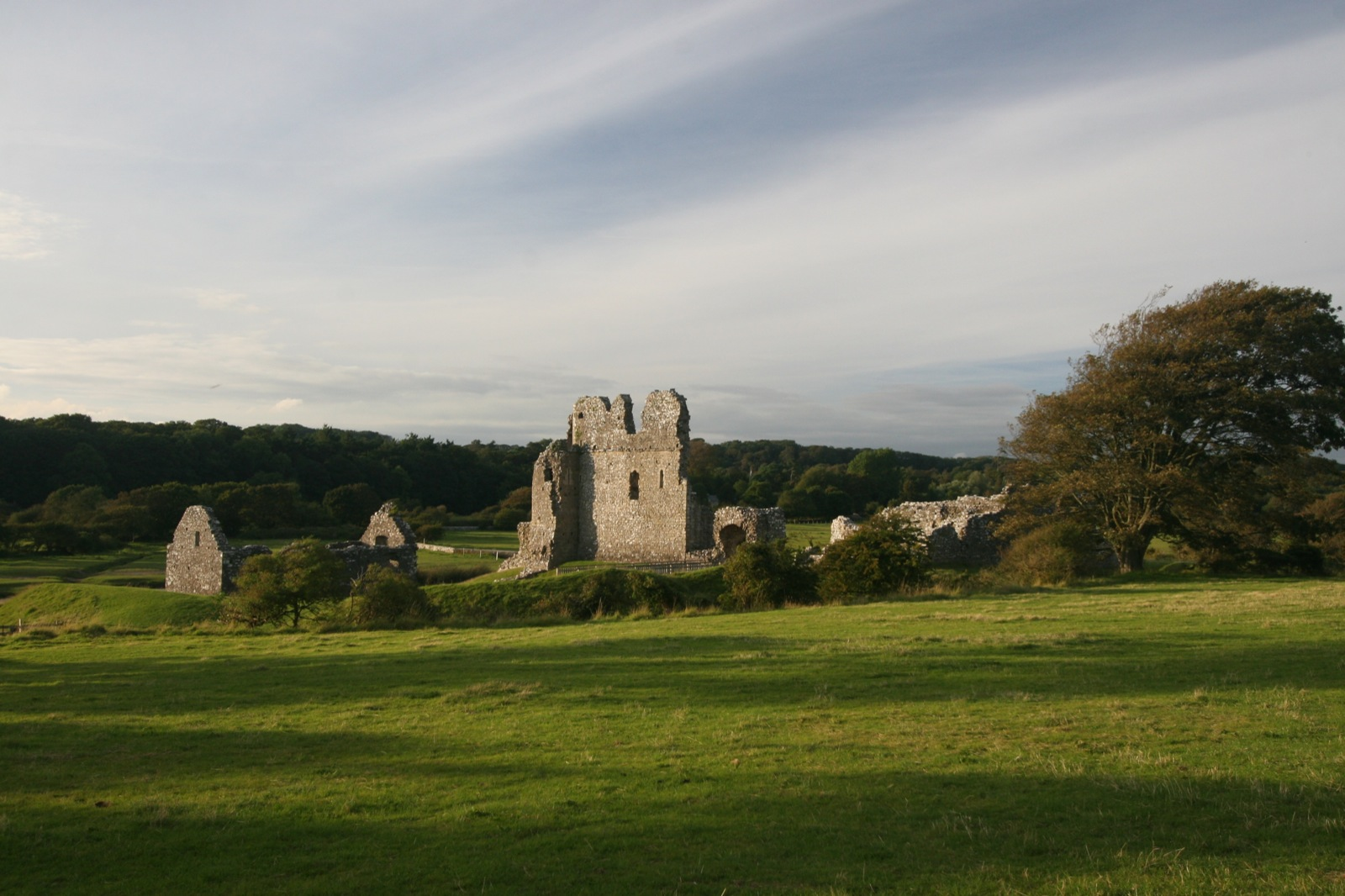
Castelo Ogmore, País de Gales.

O Castelo Ogmore (em língua inglesa Ogmore Castle) é um castelo atualmente em ruínas localizado em Bridgend, País de Gales. 
Encontra-se classificado no Grau "I" do "listed building" desde 3 de março de 1999.